# Englische Rugby-Union-Meisterschaft 2024/25
Die Saison 2024/25 von Premiership Rugby war die 38. Saison der obersten Spielklasse der englischen Rugby-Union-Meisterschaft. Aus Sponsoringgründen trug sie den Namen Gallagher Premiership. Sie begann am 20. September 2024 und umfasste 18 Spieltage (je eine Vor- und Rückrunde) in der Regular Season, die bis zum 31. Mai 2025 dauerte. Anschließend qualifizierten sich die vier bestplatzierten Mannschaften für das Halbfinale. Die Halbfinalsieger trafen am 14. Juni 2025 im Finale im Twickenham Stadium aufeinander. Dabei setzte sich die Bath Rugby gegen die Leicester Tigers durch und errang den siebten Meistertitel (den ersten seit 1996).

## Gallagher Premiership
Dieses Jahr gab es wiederum keinen Aufsteiger, da der Meister der RFU Championship die Zulassungskriterien für die höchste Liga nicht erfüllte.

### Hauptsaison

#### Tabelle
M = Amtierender Meister
|     | Team                   | Spiele | Siege | Unent. | Ndlg. | Spiel- punkte | Diff. | Bonus- punkte | Tabellen- punkte |
| --- | ---------------------- | ------ | ----- | ------ | ----- | ------------- | ----- | ------------- | ---------------- |
| 01. | Bath Rugby             | 18     | 14    | 0      | 4     | 651:417       | + 234 | 16            | 72               |
| 02. | Leicester Tigers       | 18     | 11    | 1      | 6     | 533:399       | + 94  | 15            | 61               |
| 03. | Sale Sharks            | 18     | 12    | 0      | 6     | 529:455       | + 74  | 10            | 58               |
| 04. | Bristol Bears          | 18     | 10    | 0      | 8     | 635:580       | + 55  | 18            | 58               |
| 05. | Gloucester Rugby       | 18     | 10    | 0      | 8     | 576:487       | + 89  | 16            | 56               |
| 06. | Saracens               | 18     | 10    | 0      | 8     | 522:482       | + 40  | 16            | 56               |
| 07. | Harlequins             | 18     | 8     | 1      | 9     | 438:478       | − 40  | 14            | 48               |
| 08. | Northampton Saints (M) | 18     | 8     | 0      | 10    | 488:515       | − 27  | 12            | 44               |
| 09. | Exeter Chiefs          | 18     | 4     | 0      | 14    | 403:528       | − 125 | 13            | 29               |
| 10. | Newcastle Falcons      | 18     | 2     | 0      | 16    | 292:686       | − 394 | 5             | 13               |

Die Punkte wurden wie folgt verteilt:
- 4 Punkte bei einem Sieg
- 2 Punkte bei einem Unentschieden
- 0 Punkte bei einer Niederlage (vor möglichen Bonuspunkten)
- 1 Bonuspunkt für vier oder mehr Versuche, unabhängig vom Endstand
- 1 Bonuspunkt bei einer Niederlage mit sieben oder weniger Punkten Unterschied

#### Ergebnisse
Die Kreuztabelle stellt die Ergebnisse aller Spiele dieser Saison dar. Die Heimmannschaft ist in der linken Spalte, die Gastmannschaft in der obersten Zeile aufgelistet.
| 2024/25            | BAT   | BRI   | EXE   | GLO   | HAR   | LEI   | NEW   | NOR   | SAL   | SAR   |
| ------------------ | ----- | ----- | ----- | ----- | ----- | ----- | ----- | ----- | ----- | ----- |
| Bath Rugby         | –     | 26:36 | 19:15 | 42:26 | 47:28 | 43:15 | 55:19 | 38:16 | 40:13 | 68:10 |
| Bristol Bears      | 36:14 | –     | 52:38 | 41:44 | 52:26 | 19:36 | 55:35 | 31:23 | 0:38  | 35:37 |
| Exeter Chiefs      | 24:26 | 35:40 | –     | 22:15 | 19:36 | 14:17 | 17:15 | 42:14 | 26:30 | 32:22 |
| Gloucester Rugby   | 31:55 | 53:28 | 79:17 | –     | 14:0  | 38:31 | 36:7  | 41:26 | 36:20 | 26:35 |
| Harlequins         | 24:26 | 24:48 | 24:22 | 38:19 | –     | 34:34 | 28:14 | 22:19 | 29:43 | 17:10 |
| Leicester Tigers   | 15:20 | 24:54 | 28:15 | 29:26 | 40:7  | –     | 42:20 | 24:8  | 44:34 | 22:29 |
| Newcastle Falcons  | 15:40 | 3:24  | 24:18 | 12:26 | 14:38 | 10:42 | –     | 34:35 | 15:39 | 17:12 |
| Northampton Saints | 35:34 | 48:31 | 30:24 | 17:25 | 33:29 | 0:33  | 61:0  | –     | 47:17 | 28:24 |
| Sale Sharks        | 23:32 | 41:27 | 28:10 | 31:27 | 12:11 | 39:25 | 43:10 | 27:24 | –     | 25:7  |
| Saracens           | 36:26 | 35:26 | 29:14 | 36:14 | 12:23 | 29:32 | 75:28 | 39:24 | 45:26 | –     |

### Playoff

#### Halbfinale
| 6. Juni 2025 19:45 WESZ | Bath Rugby | 34 : 20        | Bristol Bears | Recreation Ground, Bath Schiedsrichter: Christophe Ridley |
| 6. Juni 2025 19:45 WESZ | Versuche: Hill 41. erh. Cokanasiga 48. erh. Muir 54. erh. Ojomoh 59. erh. Erhöhungen: Russell (4/4) Straftritte: Russell (2/2) 22., 37. | (6:13) Bericht | Versuche: Dun 17. erh. Janse van Rensburg 73. erh. Erhöhungen: MacGinty (1/1) Byrne (1/1) Straftritte: MacGinty (2/2) 12., 40. | Recreation Ground, Bath Schiedsrichter: Christophe Ridley |

| 7. Juni 2025 15:30 WESZ | Leicester Tigers                                                                                  | 21 : 16        | Sale Sharks                                                                              | Welford Road Stadium, Leicester Schiedsrichter: Matthew Carley |
| 7. Juni 2025 15:30 WESZ | Versuche: Radwan (2) 20. n.erh., 28. n..erh. Perese 67. n.erh. Straftritte: Pollard (2/2) 3., 52. | (13:3) Bericht | Versuche: du Preez 57. erh. Erhöhungen: Ford (1/1) Straftritte: Ford (3/3) 18., 46., 65. | Welford Road Stadium, Leicester Schiedsrichter: Matthew Carley |

#### Finale
| 14. Juni 2025 15:00 WESZ | Bath Rugby | 23 : 21        | Leicester Tigers                                                                         | Twickenham Stadium, London Zuschauer: 81.708 Schiedsrichter: Karl Dickson |
| 14. Juni 2025 15:00 WESZ | Versuche: du Toit 26. erh. Ojomoh 49. erh. Erhöhungen: Russell (2/2) Straftritte: Russell (3/4) 9., 40.+1, 70. | (13:7) Bericht | Versuche: van Poortvliet 5. erh. Kata 67. erh. Ilione 75. erh. Erhöhungen: Pollard (3/3) | Twickenham Stadium, London Zuschauer: 81.708 Schiedsrichter: Karl Dickson |

| 15                 | Tom de Glanville |     |
| 14                 | Joe Cokanasiga   |     |
| 13                 | Max Ojomoh       |     |
| 12                 | Cameron Redpath  |     |
| 11                 | Will Muir        |     |
| 10                 | Finn Russell     |     |
| 09                 | Ben Spencer      |     |
| 08                 | Miles Reid       | 61. |
| 07                 | Guy Pepper       |     |
| 06                 | Ted Hill         |     |
| 05                 | Charlie Ewels    | 68. |
| 04                 | Quinn Roux       | 61. |
| 03                 | Thomas du Toit   | 61. |
| 02                 | Tom Dunn         | 68. |
| 01                 | Beno Obano       | 61. |
| Auswechselspieler: |                  |     |
| 16                 | Niall Annett     | 68. |
| 17                 | Francois van Wyk | 61. |
| 18                 | Will Stuart      | 61. |
| 19                 | Ross Molony      | 68. |
| 20                 | Josh Bayliss     | 61. |
| 21                 | Tom Carr-Smith   |     |
| 22                 | Ciaran Donoghue  |     |
| 23                 | Alfie Barbeary   | 61. |
| Trainer:           |                  |     |
| Johann van Graan   |                  |     |

| 15                 | Freddie Steward       |              |
| 14                 | Adam Radwan           |              |
| 13                 | Solomone Kata         |              |
| 12                 | Joe Woodward          | 50.          |
| 11                 | Ollie Hassell-Collins |              |
| 10                 | Handré Pollard        |              |
| 09                 | Jack van Poortvliet   | 54.          |
| 08                 | Olly Cracknell        | 71.          |
| 07                 | Tommy Reffell         | 29. 39. 54.  |
| 06                 | Hanro Liebenberg      |              |
| 05                 | Ollie Chessum         |              |
| 04                 | Cameron Henderson     |              |
| 03                 | Joe Heyes             | 63.          |
| 02                 | Julián Montoya        | 28. bis 38.′ |
| 01                 | Nicky Smith           | 68.          |
| Auswechselspieler: |                       |              |
| 16                 | Charlie Clare         | 29. 39. 54.  |
| 17                 | James Cronin          | 68.          |
| 18                 | Dan Cole              | 63.          |
| 19                 | Matt Rogerson         | 71.          |
| 20                 | Emeka Ilione          | 54.          |
| 21                 | Ben Youngs            | 54.          |
| 22                 | Ben Volavola          |              |
| 23                 | Izaia Perese          | 50.          |
| Trainer:           |                       |              |
| Michael Cheika     |                       |              |

### Statistik

#### Meiste erzielte Versuche
|    | Name                  | Verein           | Versuche |
| -- | --------------------- | ---------------- | -------- |
| 1. | Ollie Hassell-Collins | Leicester Tigers | 13       |
| 1. | Gabriel Ibitoye       | Bristol Bears    | 13       |
| 3. | Adam Radwan           | Leicester Tigers | 12       |
| 4. | 4 Spieler             |                  | 11       |

#### Meiste erzielte Punkte
|    | Name              | Verein           | Punkte |
| -- | ----------------- | ---------------- | ------ |
| 1. | Finn Russell      | Bath Rugby       | 183    |
| 2. | Handré Pollard    | Leicester Tigers | 159    |
| 3. | Santiago Carreras | Gloucester Rugby | 124    |
| 4. | AJ MacGinty       | Bristol Bears    | 119    |
| 5. | Marcus Smith      | Harlequins       | 114    |

## RFU Championship
Die Saison der zweiten Liga RFU Championship umfasste 22 Spieltage (je eine Vor- und Rückrunde). Sie begann am 20. September 2024 und endete am 31. Mai 2025. Meister wurden die Ealing Trailfinders, die jedoch nicht aufsteigen durften. Es gab auch keinen Absteiger in die National Division One.
|     | Team                    | Spiele | Siege | Unent. | Ndlg. | Spiel- punkte | Diff. | Bonus- punkte | Tabellen- punkte |
| --- | ----------------------- | ------ | ----- | ------ | ----- | ------------- | ----- | ------------- | ---------------- |
| 01. | Ealing Trailfinders     | 22     | 19    | 0      | 3     | 1114:419      | + 695 | 23            | 99               |
| 02. | Bedford Blues           | 22     | 17    | 0      | 5     | 812:540       | + 272 | 18            | 86               |
| 03. | Doncaster Knights       | 22     | 15    | 0      | 7     | 662:579       | + 183 | 16            | 76               |
| 04. | Cornish Pirates         | 22     | 14    | 0      | 8     | 607:608       | − 1   | 16            | 72               |
| 05. | Coventry RFC            | 22     | 13    | 0      | 9     | 704:593       | + 111 | 18            | 70               |
| 06. | Hartpury University RFC | 22     | 12    | 1      | 9     | 630:592       | + 38  | 17            | 67               |
| 07. | Nottingham RFC          | 22     | 9     | 0      | 13    | 629:712       | − 83  | 19            | 55               |
| 08. | Ampthill RUFC           | 22     | 9     | 0      | 13    | 566:746       | − 180 | 17            | 53               |
| 09. | London Scottish         | 22     | 9     | 0      | 13    | 585:683       | − 98  | 15            | 51               |
| 10. | Chinnor RFC             | 22     | 7     | 1      | 14    | 551:610       | − 59  | 13            | 43               |
| 11. | Caldy RFC               | 22     | 4     | 0      | 18    | 437:674       | − 237 | 14            | 30               |
| 12. | Cambridge RUFC          | 22     | 3     | 0      | 19    | 485:1126      | − 641 | 9             | 21               |

Die Punkte wurden wie folgt verteilt:
- 4 Punkte bei einem Sieg
- 2 Punkte bei einem Unentschieden
- 0 Punkte bei einer Niederlage (vor möglichen Bonuspunkten)
- 1 Bonuspunkt für vier oder mehr Versuche, unabhängig vom Endstand
- 1 Bonuspunkt bei einer Niederlage mit sieben oder weniger Punkten Unterschied